# Iljušin Il-32
Iljušin Il-32 je bilo težko vojaško jadralno letalo, ki so ga razvili v Sovjetski zvezi po 2. Svetovni vojni. Za lažje natovarjanje in raztovarjanje je imel na nosu in repu vrata, ki so se odpirala na strani. Za varno vleko Il-32 je bilo potrebno štirimotorno letalo, po preklicanju letal Tupoljev Tu-75 in Iljušin Il-18, zaradi težav pri dobavi motorjev Švecov AŠ-73 so preklicali tudi Il-32.
Biro Iljušin je 20. septembra 1947 dobil ukaz za razvoj velikega jadralnega letala, ki bi lahko prevažal 60 vojakov ali pa 7 ton tovora, med drugim tudi 122 mm top. Il-32 je imel aluminijast trup, visoko kantilever krilo in fiksno tricikel pristajalno podvozje
Prvi let je bil 20. avgusta 1948, vlečno letalo je bil dvomotorni Iljušin Il-12. Dosegel je hitrost 323 km/h in višino 3000 metrov. Ker ni bilo na voljo večjih vlečnih letal so projekt preklicali, so pa eksperimentirali z dvema vlečnima letalo, kar pa se je izkazalo za preveč nevarno.

## Tehnične specifikacije
- Kapaciteta: 60 vojakov ali 7000 kg (15000 lb) tovora
- Dolžina: 24,84 m (81 ft 6 in)
- Razpon kril: 35,8 m (117 ft 5 in)
- Površina kril: 159,5 m2 (1716,84 ft2)
- Prazna teža: 9600 kg (21164 lb)
- Gros teža: 16600 kg (36597 lb)

- Potovalna hitrost: 327 km/h (203 mph)
- Servisna višina leta: 4000 m (13100 ft)